# Pflaumenkopfsittich
Der Pflaumenkopfsittich (Psittacula cyanocephala) ist eine in Indien weit verbreitete Papageienart aus der Gattung der Edelsittiche (Psittacula).

## Merkmale

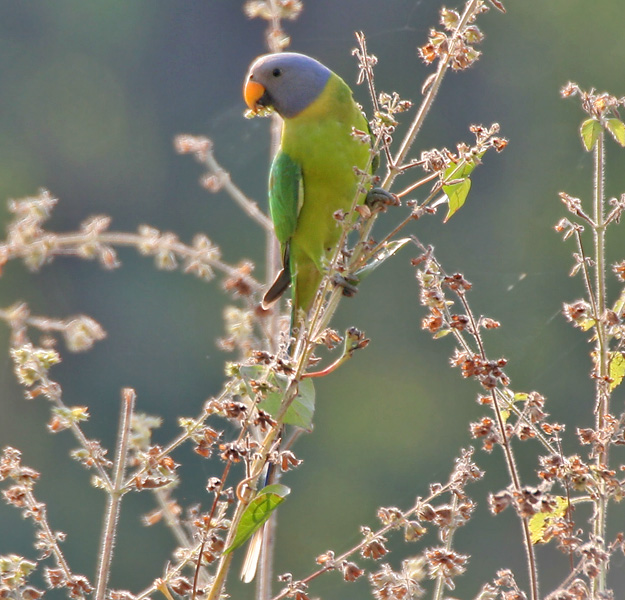
Fressendes Weibchen (im Kawal Wildlife Sanctuary, Indien)

Der Pflaumenkopfsittich erreicht eine Größe von 33–37 cm, wovon etwa 20–25 cm die Schwanzfedern messen. Die Hennen sind bei dieser Art deutlich kleiner. Das Gewicht der Sittiche beträgt ca. 60 g. Die Hähne haben einen auffallend roten Kopf mit blauen Schattierungen, der von einem schwarzen Halsband und einen schwarzen Bart umzogen wird. Außerdem haben sie einen roten Schulterfleck. Wie so häufig in der Vogelwelt sind die Hennen von der Gefiederfärbung her deutlich unauffälliger und haben einen grauen Kopf mit Tönungen ins Blaue oder Schwarze. Das Halsband neigt bei ihnen zu einer gelblichen Krause, kann aber auch als schwarzer Faden erscheinen. Der Bart und der rote Schulterfleck fehlen ihnen ganz. Der Oberschnabel ist orange und der Unterschnabel ist schwarz, bei beiden Geschlechtern.
Es wurde beobachtet, dass Hennen, die mehrere Jahre, oder nie, Eier gelegt haben, das Gefieder eines Hahns bekommen. Die Schwanzfedern sind bei den Männchen deutlich länger als bei den Weibchen, die blauen Schwanzfedern in der Mitte enden bei den Weibchen in einem kurzen gelblichen oder weißen Stück. Bei den Männchen sind sie länger und heller.

## Verbreitung
Das Verbreitungsgebiet des Pflaumenkopfsittichs reicht von Sri Lanka über Indien bis nach West-Pakistan, Süd-Nepal und Süd-Bhutan. In diesem Gebiet bewohnt er die Wälder und Felder des indischen Subkontinents, man findet ihn in einer Höhe bis zu 1500 Metern.

## Lebensweise
Diese Vögel schließen sie sich zu kleineren Gruppen zusammen. Nur in der Fortpflanzungszeit sind sie als Einzelpaar unterwegs. Seine Nahrung sind Pflanzensamen,- triebe und gelegentlich auch kleinere Insekten.  

## Fortpflanzung
Die Brutzeit der Pflaumenkopfsittiche beginnt im Dezember und dauert bis Juni an. Während dieser Zeit ist das Weibchen besonders dominant. Sie sind Höhlenbrüter, in die Nester werden 3–6 Eier gelegt und nach ca. 21–23 Tagen, nachdem das zweite Ei gelegt worden ist, schlüpfen die Jungtiere. Die Jungtiere verbringen nach dem Schlupf noch 42 Tage im Nest. Die Henne schläft noch etwa 3 Wochen lang mit den Küken im Nistkasten. Wenn die Küken das Nest verlassen, verlieren sie viel Gewicht, weil sie einige Tage gar nicht oder nur sehr wenig fressen. Das dient dazu, beim ersten Flug möglichst leicht zu sein, nach dem ersten Flug werden die Jungen noch einige Zeit von den Eltern und fast allen anderen Altvögeln des Schwarms gefüttert. Die Altvögel ohne Jungen fungieren dabei als Paten für die Jungvögel des anderen Geschlechts.

## Gefährdung und Schutzmaßnahmen
Da diese Art noch relativ häufig vorkommt und keine Gefährdungen bekannt sind, wird sie von der IUCN als (Least Concern) nicht gefährdet eingestuft.